# Eulophia borbonica
Eulophia borbonica är en orkidéart som beskrevs av Jean Marie Bosser. Eulophia borbonica ingår i släktet Eulophia och familjen orkidéer.
Artens utbredningsområde är Réunion. Inga underarter finns listade i Catalogue of Life.